# Chipilo
Chipilo – miasto w środkowym Meksyku, w stanie Puebla, w odległości 15 km na południowy zachód od miasta Puebla. Mieszkańcy do tej pory posługują się chipileño, archaicznym dialektem weneckim, który wymarł na terytorium Włoch.

## Historia
Miasteczko zostało założone w 1882 przez grupę imigrantów włoskich z Segusino niedaleko Wenecji. W 1917 roku Chipilo broniło się przed atakiem powstańców z ruchu zapatystów.